# Radko Dimitriewo
Radko Dimitriewo (bułg. Радко Димитриево) – wieś w północno-wschodniej Bułgarii, w obwodzie Szumen, w gminie Szumen.